# Международна федерация за правата на човека
Международната федерация за правата на човека, известна също като FIDH (фр Fédération internationale des ligues des Droits de l’Homme) е международна правозащитна организация. Лозунги – „Всичките права на човека – за всички“, „Знай, за да действаш“. Основана е през 1922 г., като сега обединява 164 правозащитни организации в повече от 100 страни.
През 1922 г. е създадена по инициатива на немската и френската лиги.
През 1927 г. организацията се застъпва за приемане на Всеобща декларация за правата на човека, а по късно е инициатор за създаване на Международен съд за углавни престъпления.
През 1936 г. допълва Всеобщата декларация за правата на човека с раздели за правата на майката и детето, за възрастните хора, за правото на труд и социална защита, а също за правото на отдих и образование.
През 40-те години FIDH излиза на борба против нацизма. Нейният ръководител Виктор Баш е убит от немската полиция в Лион.
През 50-те години FIDH е в нелегалност по време на Втората световна война. След войната продължава своята дейност за защита на човешките права.
През 80-те години FIDH развива своята дейност частично при взаимодействие с ООН. Мобилизацията на международната общност допълва обширната изследователска дейност на FIDH.
През 90-те години падането на Берлинската стена и края на Студената война умножава националните неправителствени организации за защита правата на човека. През 1990 г. в Прага се провежда среща на организациите членки на FIDH с тези от източна Европа. През 1997 г. в Дакар се провежда международен конгрес в страна на глобалния Юг. Организацията се обявява за срочни мерки против нарушенията на правата на човека възникнали в резултат на икономическата глобализация.
През 2001 г. FIDH провежда своя конгрес в Мароко. Основна тема е отговорността която се носи от нарушителите на правата на човека – независимо дали това е отделна личност, организация, частни компании или цели страни.
През 2002 г. Международният съд за углавни престъпления най-сетне започва работа под името Международен наказателен съд.